# Сръчковците: Строго секретно
Сръчковците: Строго секретно (рус. Фиксики: Большой секрет) е руски пълнометражен анимационен филм от студията Aeroplan и Blitz Film, базиран на анимационния сериал "Сръчковците".
Пускането в широко разпространение се състоя на 28 октомври 2017 г.. Премиерата на филма се състоя на 28 октомври 2017 г. в Москва, в кино "Октябрь", като част от откриването на анимационния фестивал.

## Сюжет
Мислите ли, че всичко работи, защото го искаме? И мислите, че има само велики хора? Но не. Има и малки поправки, без които животът ни би бил просто невъзможен. Те знаят как е подредено всичко в къщите ни и могат да поправят всичко. Те са невероятно интелигентни и имат много умения. Само едно момче, Дим Димич, знае за тяхното съществуване, други хора само подозират, че има някакви малки човечета. Един от гениалните фиксатори създаде специално устройство, което може да ги мести от едно място на друго. С помощта на новото изобретение те могат да изминат всякакви разстояния. Всичко, от което се нуждаят, е електрически проводник от една точка на маршрута до друга. Но в един момент нещо започва да се обърква. Сложното устройство поврежда и променя външния вид и характера на добрия фиксатор на Fayer. Ще успеят ли смелите герои да коригират опасната ситуация?

## Създатели
- Сценаристи: Георгий Василиев, Евгений Антропов.
- Песни: Георги Василиев, Игор Шевчук.
- Режисьори: Васико Бедошвили, Андрей Колпин, Иван Пшонкин.
- Художници: Юрий Пронин, Михаил Желудков.
- Композитори: Сергей Сисоев, Георгий Василиев.
- Художествен ръководител: Дмитрий Аверков.
- Технически директор: Михаил Бажутин.
- Генерален директор: Юлия Софронова.
- Изпълнителни продуценти: Борис Машковцев, Ани Мушегян.
- Продуценти: Георги Василиев, Евгений Ленски, Иля Попов, Игор Доброволски.